# Christine Hebbel (Schauspielerin, 1870)
Christine Hebbel, eigentlich Christine Kaizl, (* 20. März 1870 in Wien; † 12. September 1893 in Gradiska) war eine österreichische Theaterschauspielerin.

## Leben
Christine Kaizl war die Tochter des Südbahndirektors A. Kaizl und die Enkelin der Schauspielerin Christine Hebbel und des Dramatikers Friedrich Hebbel. Wie ihre jüngere Schwester Therese (* 1871) nahm sie als Schauspielerin den Nachnamen ihrer berühmten Großmutter an.
Christine Hebbel wurde 20-jährig am 15. September 1890 für das Burgtheater engagiert und debütierte als „Melitta“. Am 21. September 1891 verließ sie dieses Kunstinstitut (letzte Rolle „Ursula“ in Viel Lärm um nichts). Weitere von ihr gespielte Rollen waren das Clärchen in Egmont und die Preciosa im Theaterstück von Pius Alexander Wolff.
Sie verstarb am 12. September 1893 im Alter von 23 Jahren in Gradiska.